# Sciatică
Sciatica este o afecțiune a nervului sciatic, care se manifestă prin dureri în întreg membrul inferior. Această durere poate coborî de la șold până la picioare. Simptomele se manifestă de obicei doar pe o parte a corpului. Anumite cauze, cu toate acestea, pot determina dureri pe ambele părți. Dorsalgia joasă este prezentă uneori, dar nu întotdeauna. Slăbiciunea sau amorțeala pot să apară în diferite părți ale piciorului afectat.
Aproximativ 90% din cazurile de sciatică se datorează unei hernii de disc apăsând pe una dintre lombare sau sacrale nervoase rădăcini. Alte probleme care pot duce la sciatică sunt spondilolisteza, stenoza spinală, sindromul piriformis, tumorile pelvine și apăsarea pe nervul sciatic a capului copilului în timpul sarcinii. Testarea sensibilității piciorului este adesea de ajutor în diagnosticarea afecțiunii. Testul este pozitiv dacă, atunci când piciorul este ridicat în timp ce o persoană este culcată pe spate, se simt dureri mai jos de genunchi. În cele mai multe cazuri nu este necesară imagistica medicală, cu excepția cazurilor în care sunt afectate funcțiile intestinului sau vezicii urinare, există o slăbiciune semnificativă, simptomele sunt de lungă durată sau există îngrijorarea producerii unei tumori sau infecții. Sciatica poate prezenta asemănări cu alte boli ale șoldului sau cu herpesul incipient al zonei zoster înainte de apariția erupției.
Tratamentul inițial este de obicei cu analgezice. în general, se recomandă ca oamenii să-și continue activitățile la capacitatea lor obișnuită. De multe ori afecțiunea trece în timp: în aproximativ 90% din oameni problema dispare în mai puțin de șase săptămâni. În cazul în care durerea este severă și durează mai mult de șase săptămâni se poate realiza o intervenție chirurgicală. În timp ce operația ameliorează de multe ori durerea, pe termen lung beneficiile sunt neclare. Chirurgia poate fi necesară în cazul în care apar complicații, cum ar fi probleme ale intestinului sau vezicii urinare. Unele tratamente precum administrarea de steroizi sau gabapentină, acupunctura, tratamentul cu căldură sau gheață și masajul dau rezultate modeste.
În funcție de modul în care este definită, sciatica afectează între 2% și 40% dintre oameni la un moment dat. Persoanele cele mai frecvent afectate au vârsta cuprinsă între 40 și 60 ani și sunt de obicei bărbați. Această condiție medicală a fost cunoscută încă din antichitate. Prima utilizare cunoscută a cuvântului sciatica datează din 1451.

## Epidemiologie
În funcție de modul în care este definit, între 2% și 40% dintre oameni suferă de sciatică la un moment dat. Ea apare cel mai frecvent la vârsta de 40-50 de ani, iar bărbații sunt mai frecvent afectați decât femeile.